# Pseudoneura
Pseudoneura là một chi rêu trong họ Aneuraceae.